# Teburoro Tito
Teburoro Tito, Teburoro Tiito (ur. 25 sierpnia 1953 w Tabiteuea) – prezydent i minister spraw zagranicznych Kiribati w latach 1994–2003.
Teburoro Tito zwyciężył w wyborach prezydenckich z 1994, 1998 i 2003 roku, nie ukończył jednak ostatniej kadencji – zaledwie miesiąc po wyborach parlament Kiribati zmusił go do rezygnacji, udzielając mu wotum nieufności.
Jako prezydent Tito znany był dobrze opinii międzynarodowej głównie dzięki aktywnemu udziałowi w toczącej się na forum ONZ oraz w mediach debacie na temat globalnego ocieplenia oraz jego oddziaływania na życie mieszkańców państw Oceanii. Dzięki przesunięciu w 1995 linii zmiany daty zasłynął również jako prezydent pierwszego państwa na Ziemi witającego nowe milenium – rok 2001.